# Феофил (Манолатос)
Митрополи́т Фео́фил (греч. Μητροπολίτης Θεόφιλος, в миру Констанди́нос Манола́тос греч. Κωνσταντίνος Μανωλάτος; род. 13 августа 1963, Лефкас) — епископ Элладской православной церкви, митрополит Лефкасский и Ифакийский (с 2008).

## Биография
Родился 13 августа 1963 года на Лефкасе, в Греции.
Окончил богословский институт Афинского университета, после чего стажировался в Высшей богословской школе (Ανωτέρα Εκκλησιαστική Σχολή Αθηνών) в Афинах.
В 1991 году был рукоположен в сан диакона, а в 1992 году митрополитом Гревенским Сергием (Сигаласом) был рукоположен в сан пресвитера. Служил настоятелем храма святых Константина и Елены в Мосхатоне.
24 июня 2008 года решением Священного синода иерархии Элладской православной церкви был избран (49 голосами из 73 избирателей) для рукоположения в сан митрополита Лефкасского и Ифакийского (митрополит Ахелос (Евфимиос) — 3 голоса, архимандрит Никифор (Аспройеракас) — 16 голосов; 1 бюллетень был пустой и 1 недействительный).
27 июня 2008 года состоялась его архиерейская хиротония. 2 августа 2008 года состоялся чин интронизации.